# Hymenophyllum scabrum
Hymenophyllum scabrum är en hinnbräkenväxtart som beskrevs av Achille Richard. Hymenophyllum scabrum ingår i släktet Hymenophyllum och familjen Hymenophyllaceae. Inga underarter finns listade.